# محوطه کل بچریاک
محوطه کل بچریاک مربوط به دوره ساسانیان است و در شهرستان بیجار، بخش مرکزی، روستای قم دره واقع شده و این اثر در تاریخ ۲۴ فروردین ۱۳۸۲ با شمارهٔ ثبت ۸۰۵۶ به‌عنوان یکی از آثار ملی ایران به ثبت رسیده است.